# Sport Verein Blitz Breslau
Lo Sport Verein Blitz Breslau fu una società calcistica della città di Breslavia, quando la regione della Bassa Slesia, ora polacca, apparteneva all'Impero Tedesco.

## Storia
La squadra fu fondata il 1º aprile 1897 dai membri di un antico club ciclistico, il Radverein Blitz Breslau.
Il SVB, come veniva anche abbreviato, fu tra i membri fondatori della Federazione calcistica della Germania.
Una divisione all'interno della società portò, il 26 agosto 1901, alla fondazione dello Sport Club Schlesien Breslau. Lo Sport Club vinse 4 titoli consecutivi della Verband Breslauer Ballspiel-Vereine (VBBB) tra il 1904 ed il 1907, che portarono alla partecipazione a due fasi finali del campionato nazionale come campione della Südostdeutsche Fußballverband (SOFV), nel 1906 e 1907, conclusesi con l'eliminazione ai quarti di finale.
Ciò che rimaneva del club genitore, lo SV Blitz Breslau adottò il nome Verein für Rasenspiel 1897 Breslau (abbreviato VfR 1897 Breslau) il 2 maggio 1907. Questo club successe nell'albo d'oro della VBBB allo Sport Club per tre anni consecutivi, tra il 1908 ed il 1910 e partecipò come campione della SOFV alle fasi finali del campionato nazionale del 1908 e 1910. Anche il VfR uscì in entrambi i casi ai quarti.
Diversi membri dello Sport Club lasciarono la società nel 1919 andando a formare un dipartimento calcistio nella Turnverein Vorwärts Breslau. Questo club si fuse più tardi con il 1911 Krietern andando a formare il FV Rapide Breslau raggiungendo una semifinale nel campionato regionale della SOFV nel 1921. Sport Club e Rapid si riunirono nel 1924 nella Schlesien 01 Rapid Breslau. Dal 1925 il nome venne modificato in Sport Club Schlesien Breslau.
Nel 1934 arrivò una nuova fusione, quando VfR e Sport Club si riunirono nella VfR Schlesien 1897 Breslau. Il club si sciolse nel 1945 alla fine della Seconda guerra mondiale.
Oggi a Breslavia esiste una squadra chiamata Śląsk Wrocław, l'equivalente in lingua polacca del nome tedesco Schlesien Breslau. Fondata nel 1946, non è in alcun modo legata al precedente club tedesco.

## Palmarès

### SC Schlesien Breslau
- Verband Breslauer Ballspiel-Vereine (Campionato della regione di Breslavia): 4

1904, 1905, 1906, 1907
- Südostdeutscher Fussball Verband (Campionato della lega della Germania sud-orientale) champions: 2

1906, 1907

### VfR 1897 Breslau
- Verband Breslauer Ballspiel-Vereine (Campionato della regione di Breslavia): 3

1908, 1909, 1910
- Südostdeutscher Fussball Verband (Campionato della lega della Germania sud-orientale): 2

1908, 1910